# Maslianino
Maslianino (en russe : Маслянино) est une commune urbaine de Russie de type bourg ouvrier qui est située dans l'oblast de Novossibirsk. C'est le siège administratif du raïon et de la municipalité du même nom.

## Géographie
Maslianino se trouve au bord de la Berd au sud-est de l'oblast de Novossibirsk, à 119 km à vol d'oiseau de Novossibirsk.

## Histoire
La localité est connue depuis 1644.

## Population
Recensements (*) et estimations de la population,, :
| 1959* | 1970*  | 1979*  | 1989*  | 2002*  | 2010*  |
| ----- | ------ | ------ | ------ | ------ | ------ |
| 9 781 | 10 578 | 11 883 | 12 656 | 13 565 | 13 102 |

| 2012   | 2013   | 2014   | 2015   | 2016   | 2017   |
| ------ | ------ | ------ | ------ | ------ | ------ |
| 12 982 | 12 780 | 12 667 | 12 774 | 11 799 | 12 807 |

| 2018   | 2019   | 2020   | 2021*  | - | - |
| ------ | ------ | ------ | ------ | - | - |
| 12 852 | 12 924 | 13 076 | 13 147 | - | - |